# Chondrillida
Chondrosiida là một bộ động vật bọt biển trong phân lớp Verongimorpha.

## Các họ
- Chondrillidae
- Halisarcidae